# TraveJazz Festival
TraveJazz ist ein Festival, das die Genres Jazz, Funk und Soul vereint und seit 2014 in Lübeck veranstaltet wird. Das Festival wird jährlich am ersten oder zweiten September-Wochenende von Travejazz e.V. in Kooperation mit seinen Partnern organisiert.
An vier Tagen finden an unterschiedlichen Orten wie den historischen Hafenschuppen als Festivalzentrum sowie etablierten Livemusikstätten und Kirchen der Lübecker Altstadt Konzerte und Workshops statt. Die Jazzzeitung stufte das Festival als „Jazz-Event“ ein.

## Geschichte
2014 wurde der Verein Travejazz e.V. ins Leben gerufen. Ziel des Vereins ist es, ein jährliches Jazzfestival für Lübeck zu organisieren. Im Programm finden sich international und national etablierte Künstler ebenso wie Musiker mit einem Bezug zu Lübeck.
Bei seiner Premiere 2014 besuchten mehr als 2000 Gäste das Festival. 2016 waren es 2500 Besucher, im Folgejahr noch mehr; auch 2019 wurden mehr als 2500 Besucher gezählt. Seit 2021 ist es Kulturpartner des NDR, der es in seine Berichterstattung einschließt.

## Programm

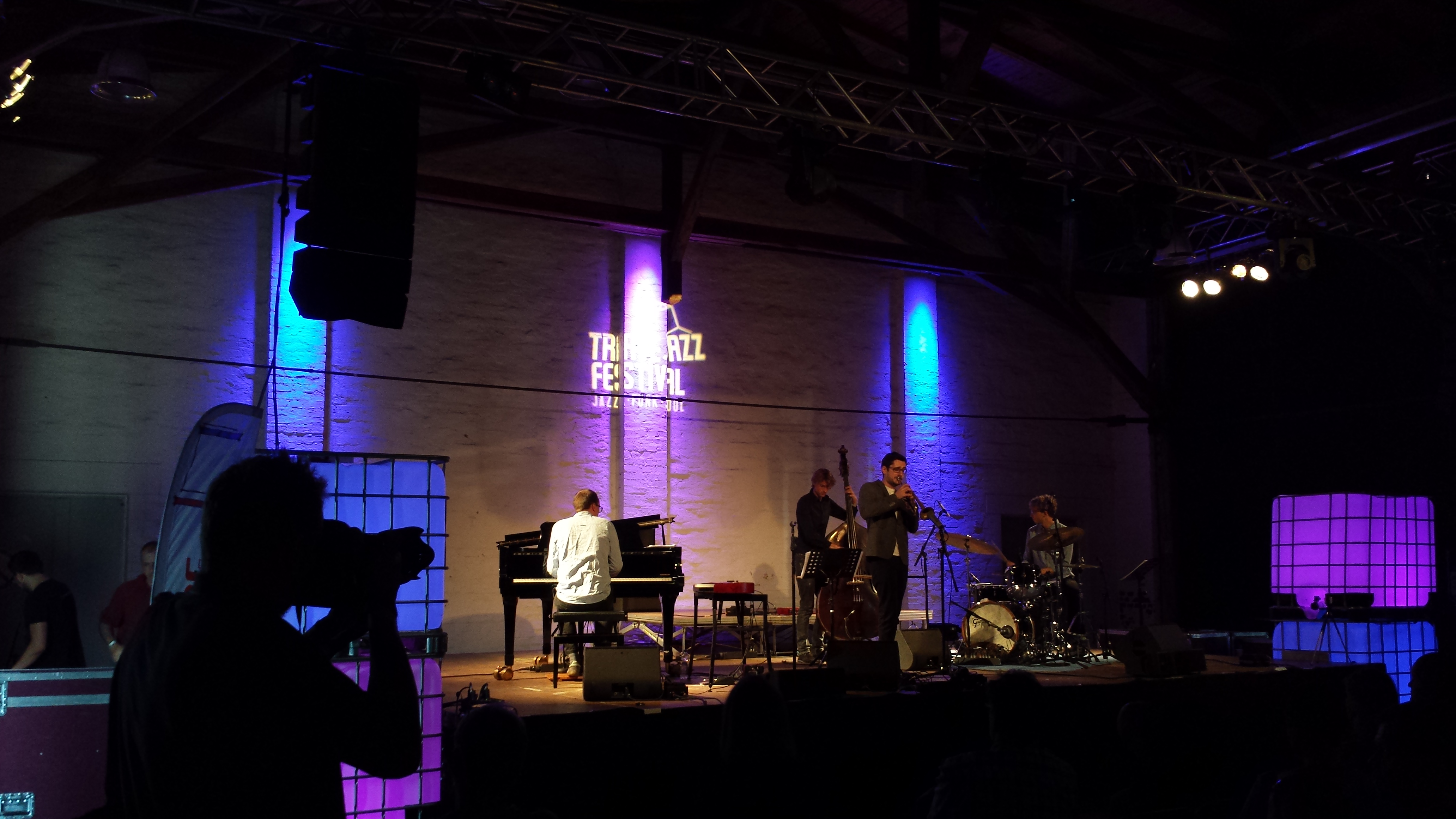
Das Maik Krahl Quartet beim Festival 2019 im Schuppen 6

Das Festival stellt eine „attraktive Mischung“ aus etablierten nationalen und internationalen Jazzgrößen und interessanten Newcomern aus der regionalen und lokalen Szene vor. Auf drei Bühnen finden in Lübeck Konzerte statt (zum Teil auch Open Air und kostenlos an der Drehbrücke).  Samstagvormittags findet in der Petrikirche ein Familienkonzert statt.
Auf dem Festival traten bekannte Musiker wie Nils Wülker, Pee Wee Ellis, Rolf Kühn mit Eric Schaefer, Esther Kaiser, die NDR-Bigband, die heavytones oder das Tingvall Trio auf. Lokale Musiker waren beispielsweise mit Salt Peanuts, der Big Band der Lübecker Hochschulen, und der Lübecker Band Funkhaus vertreten. Zu den jungen, gleichwohl bereits mit Preisen ausgezeichneten Künstlern gehörten Eric Staiger (Skoda Jazzpreis), Lisa Wulff und Marcel Schaie (Nachwuchsförderpreis Jazz des Landes Schleswig-Holstein). 2022 stiftete das Festival einen Konzertpreis für Preisträger der Bundesbegegnung Jugend jazzt, welche sich anschließend bei TraveJazz präsentieren können.
Jazz thing hob hervor, dass es mit diesem „Programmmix aus lokalen, nationalen und internationalen Acts“ gelinge, „einen Einblick in die stilistische Vielfalt einer regionalen Jazzszene zu bekommen“. Wegen der Covid-19-Pandemie wurde die Veranstaltung für 2020 abgesagt.
Zusätzlich gab es in den ersten Jahren (bis 2016) einen Workshop, in dem internationale Stars  mit jungen Talenten aus Lübeck ein Programm erarbeiten, das in einer abschließenden Festivalmatinee präsentiert wird. Diesen Workshop leiteten 2014 der polnische Jazzviolinist Michal Urbaniak, die US-amerikanische Jazzbassistin Kim Clarke und der Jazz-Schlagzeuger Keith Copeland, 2015 die Sängerin Jay Clayton (USA), Bassist Arild Andersen (Norwegen) und Schlagzeuger Han Bennink (Niederlande) gewonnen werden; 2016 leiteten die Saxophonistin Su Terry und der Pianist Vladyslav Sendecki den Workshop.

## Jazzpreis
Seit 2016 wird auf dem Festival der Lübecker Jazzpreis verliehen. Die Preisträger sind:
- 2016 Annelie Ripke
- 2017 David Jedeck
- 2018 Michel Schroeder
- 2019 Alexander Rueß
- 2021 Ilja Ruf
- 2022 Hannes Pries
- 2023 Iga Osowska
- 2024 Kjell Kitzing